# Héctor Enrique Santos Hernández
Héctor Enrique Santos Hernández (ur. 17 września 1917 w Ocotepeque, zm. 10 maja 2005) – honduraski duchowny katolicki, biskup diecezjalny Santa Rosa de Copán 1958-1962 i arcybiskup metropolita Tegucigalpa 1962-1993.

## Życiorys
Święcenia kapłańskie otrzymał 1 listopada 1917.
12 września 1958 papież Pius XII mianował go biskupem diecezjalnym Santa Rosa de Copán. 12 grudnia 1958 z rąk arcybiskupa José de la Cruza Turciosa Barahony przyjął sakrę biskupią. 18 maja 1962 papież Jan XXIII mianował go arcybiskupem metropolitą Tegucigalpa. 8 stycznia 1993 ze względu na wiek złożył rezygnację z zajmowanej funkcji.
Zmarł 10 maja 2005.